# Orto
Orto (korziško Ortu) je naselje in občina v francoskem departmaju Corse-du-Sud regije - otoka Korzika. Leta 1999 je naselje imelo 54 prebivalcev.

## Geografija
Kraj leži v zahodnem delu otoka Korzike znotraj naravnega regijskega parka Korzike, 67 km severovzhodno od središča Ajaccia.

## Uprava
Občina Orto skupaj s sosednjimi občinami Arbori, Balogna, Coggia, Guagno, Letia, Murzo, Poggiolo, Renno, Soccia in Vico sestavlja kanton Deux-Sorru s sedežem v Vicu. Kanton je sestavni del okrožja Ajaccio.